# Roadracers
Roadracers è un film per la televisione del 1994, diretto da Robert Rodriguez, che seguì il successo ottenuto con El Mariachi del 1992. Il film venne mandato in onda su Showtime Network come parte di una loro serie sui ragazzi ribelli: i film presenti in questa serie prendevano i titoli dei film di serie B degli anni cinquanta e li applicavano a film contemporanei con attori che diventeranno famosi nel corso degli anni novanta (inclusi i talenti di Alicia Silverstone e Shannen Doherty entrambi diretti prima da registi prossimi alla fama come Robert Rodriguez e poi consacrati da registi come William Friedkin, Joe Dante e Ralph Bakshi). La serie venne prodotta dal figlio e dalla figlia di Samuel Z. Arkoff, il cofondatore e produttore della AIP.

## Trama
Il film narra di un ribelle chiamato Dude (David Arquette) che sogna di lasciare la sua piccola e noiosa cittadina e di divenire una star rockabilly, ma finisce invischiato in un guaio con lo sceriffo locale della città (William Sadler) e suo figlio (Jason Wiles). Salma Hayek interpreta la fidanzata di Dude.

## Curiosità
- Salma Hayek fece il suo debutto per le platee statunitensi con Roadracers, ma verrà confermata dallo stesso regista in Desperado.
- Il film venne girato in 13 giorni.
- Robert Rodriguez era solito girare film in maniera molto veloce e dovette faticare per ottenere questi risultati insieme alla sua troupe hollywoodiana. Egli parla di questi conflitti nel libro Roadracers: the Making of a Degenerate Hot Rod Flick.
- Nonostante alla fine dei titoli di coda viene indicato un album come colonna sonora disponibile per la A&M Records, non è mai stata realizzata una colonna sonora.
- Il film è un remake molto libero di Roadracers del '59.

## DVD
Era stata annunciata l'uscita di un'edizione del film in DVD per il 13 dicembre 2005, ma per alcune ragioni sconosciute non è mai uscita. Robert Rodriguez ha rivelato in una chat on-line che cosa fossero i contenuti speciali: "C'era un documentario su come lo abbiamo girato,un commento e una correzione digitale del colore su cui ho lavorato personalmente per un bel po'... era fatta molto bene, e avevo sistemato il dolby 5.1. Uno dei miei film preferiti.L'ho girato in 13 giorni, molto difficile..."